# IDEC Corporation
Pour les articles homonymes, voir IDEC.
 (décembre 2017).
IDEC Corporation, anciennement IDEC Izumi Corporation, est un fabricant de produits d'automatisation et de contrôle. La société a été fondée à Osaka, au Japon , en 1945. IDEC a été fondée par Tsuneo Funaki en 1945, et elle est devenue officiellement une entreprise en 1947. IDEC est connu pour ses divers produits de contrôle électromécanique, tels que des transmetteurs, des minuteries et des commutateurs. La société fabrique également des produits d'automatisation, tels que des micro automates programmables industriels, des blocs d'alimentation, et des écrans tactiles. En outre, elle fournit aussi des capteurs, des lecteurs de code-barres, et des produits opto-électroniques LED.